# Libanon i olympiska vinterspelen 2018
Libanon deltog i de olympiska vinterspelen 2018 i Pyeongchang, Sydkorea, med en trupp på tre atleter (två män, en kvinna) fördelat på två sporter.
Vid invigningsceremonin bars Libanons flagga av längdskidåkaren Samer Tawk.